# Tenebrionoidea
Tenebrionoidea su veoma velika i raznolika superfamilija buba.